# Paňdžábská hudba
Paňdžáb je oblast v jihovýchodní Asii, vyznačující se zvláštním stylem hudby. Tato oblast je v hudebních souvislostech nejlépe známa jako domov tance bhangra, živého lidového tance, který je ve své elektronické formě velmi známý mezi komunitami přistěhovalců z Paňdžábu ve Velké Británii a ve Spojených státech. K dalším známým tancům patří giddha, tanec provozovaný paňdžábskými ženami.
Paňdžábská lidová hudba je velmi rytmická a vysoce různorodá. V západních oblastech Paňdžábu se vyskytují známé styly dhoola a mahyia, zatímco na východě je nejčastější styl boli. Neoddělitelnou součástí paňdžábské hudby je zpěv, z hudebních nástrojů jsou nejvýznamnější tyto: bubnu podobný nástroj dhom, jednostrunný tumbi, malý bubínek dhad sarangi, dechová algoza či jednostrunná ektara.